# Crkva Svetog Mihovila u Hildesheimu
Crkva Svetog Mihovila u Hildesheimu (njemački, Michaeliskirche) u Saskoj oblasti (Njemačka), je predromanička i rano-romanička crkva s dvio-apsidalnim ulazima, karakterističnim za otonsku umjetnost stare Saske. Zbog svoje jedinstvene arhitekture i unutrašnjosti s drvenim stropom i oslikanim štuko dekoracijama, ali i zbog Bernwardovih brončanih portalnih vrata i brončanog stupa, skupa s blagom Svetog Rimskog Carstva u katedrali Svete Djevice Marije u Hildesheimu, dospjela je na UNESCOv popis mjesta svjetske baštine u Europi od 1985. godine. 

## Povijest
Župna crkva sv. Mihovila je građena na brdu sv. Mihovila (Michaelishügel ) od 1001. do 1031. godine, pod upravom biskupa Bernwarda Hildesheimskog (993. – 1022.) kao kapela njegova benediktinskog samostana. Bernward je crkvu nazvao prema arhanđelu Mihovilu, kršćanskom anđelu zaštitniku koji nosi pokojnike u Nebo. Vjerojatno zato što je sam planirao da se sahrani u crkvi. No, Bernward je preminuo 1022. godine, jedanaest godina prije njenog završetka i posvećenja 1033. god. Bernwardov nasljednik, Godehard, prebacio je njegovo tijelo u kriptu nakon njenog završetka.
Protestantska reformacija je usvojena u Hildesheimu 1542. god., i crkva sv. Mihovila je postla protestantskom, no benediktinski samostan, je ostao katoličkim sve do sekularizacije 1803. godine. No, monasima je i dan danas dozvoljeno da se koriste crkvom i njenom kriptom, koja je ostala katoličkom.
Crkva je stradala u zračnom napadu u II. Svjetskom ratu, ali je restaurirana od 1950. do 1957. god. Godine 1985., crkva je dospjela na UNESCOv popis mjesta svjetske baštine u Europi, zajedno s Hildesheimskom katedralom i njenom kolekcijom srednjovjekovnog blaga i 1000 godina starim ružičnjakom.

## Arhitektura
Crkva sv. Mihovila je jedna od najvažnijih crkava Otonske rano-romaničke umjetnosti. Ona je trobrodna, dvo-oltarna bazilika s dva transepta i kvadratičnim tornjevima na oba sjecišta brodova. Zapadna apsida je naglašena deambulatorijem i kriptom. Tlocrt građevine prati geometrijski plan u kojemu kvadrat sjecišta transepta s glavnim brodom predstavlja mjernu jedinicu za cijelu crkvu. Ovo mjesto je naglašeno i dvostrukom veličinom stupova.  Također postoje dva ulaza na svakoj apsidi i 4 ulaza na sjevernoj i južnoj strani crkve.
Pored oltara i klaustra, oslikani drveni strop (iz oko 1230.) je najznamenitiji u unutrašnjosti crkve. Na stropu je prikazano obiteljsko stablo Isusa Krista. Biskup Bernward je želio napraviti stupove glanog broda u Niedersächsischer Stützenwechsel stilu, dakle, kvadratični stupovi koji se završavaju kružnima. Iznad njih zidovi su otvoreni polukružnim prozorima koji privlače svjetlo. Nadalje, prozori na zidovima bočnih brodova, iza arkadne kolonade, su u gotičkom stilu, a njihovi svodovi su križni.
Glavni ulaz u crkvu je s južne strane, a iza crkve se nalazi samostanski vrt iz kojega se može ući u klaustar. Klaustar vodi do crkvenih privremenih upravnih zgrada. 

### Podaci:
}}" align="left" valign="top" |
- Ukupna dužina: 74,75m
- Širina unutrašnjosti: 22,75 m
- Dužina glavnog broda: 27,34 m
- Širina glavnog broda: 8,60 m
- Visina glavnog broda: 16.70 m

|}}}" align="left" valign="top" |
- Debljina zidova: 1,63 m
- Dužina transepta: 40,01 m
- Širina transepta: 11,38 m
- Dužina kripte: 18,36 m

|}
- Crkva sv. Mihovila s juga
- Pogled u transept
- Krstionica sv. Mihovila
- Kristov stup
- Johannesaltar

## Poveznice
- Hildesheimska katedrala
- Romanička arhitektura

## Vanjske poveznice
- Predstavljanje crkve Michaeliskirche (Hornemann Institut)
- Fototgrafije Raymonda Faurea  Arhivirana inačica izvorne stranice od 15. veljače 2009. (Wayback Machine)
- Službene stranice opatije sv. Mihovila (njem.)